# Fortid
Fortid è il terzo album in studio della cantante norvegese Bendik, pubblicato il 26 febbraio 2016 su etichetta discografica Cosmos Records.

## Tracce
1. Kriger – 3:55
2. Bli her – 3:40
3. Det er din skyld – 2:59
4. Tusen dager – 3:01
5. Evig limbo – 3:38
6. Siste gang – 3:13
7. Ingenting – 3:21
8. Hun – 4:13
9. Jeg lover – 3:05
10. Feil – 4:18

## Classifiche
| Classifica (2016) | Posizione massima |
| ----------------- | ----------------- |
| Norvegia          | 33                |